# 헬렌 헌트
헬렌 엘리자베스 헌트(영어: Helen Elizabeth Hunt, 1963년 6월 15일 ~ )는 미국의 배우, 영화 감독이다. 시트콤 《매드 어바웃 유》에서 제이미 버크먼 역을 연기하며 유명세를 탔고, 골든 글로브상과 프라임타임 에미상에서 코미디 드라마 부문 여우주연상을 각각 3회와 4회를 수상하였다.

## 출연 작품

### 영화
- 청춘 댄스 파트너 (1985, Girls Just Want to Have Fun)
- 2000년 - 닥터 T
- 아름다운 세상을 위하여
- 이보다 더 좋을 순 없다
- 캐스트 어웨이
- 왓 위민 원트
- 1996년 - 트위스터
- 이중노출
- 라이드: 나에게로의 여행 - 재키 역
- 아이 러브 유, 대디
- 더 미라클 시즌
- 캔디 상자
- 더 나이트 클럭 - 에델 역
- 트위스터 - 조 역

### 드라마
- 샷 파이어드 (미국, FOX) - 페트리샤 아몬즈 역

## 수상 경력
- 1994년 제51회 골든글로브시상식 TV뮤지컬/코미디부문 여우주연상
- 1994년 아메리칸코미디어워즈 가장재미있는 TV스타상
- 1995년 제52회 골든글로브시상식 TV뮤지컬/코미디부문 여우주연상
- 1995년 제1회 미국배우조합상 TV코미디부문 여자연기상
- 1995년 아메리칸코미디어워즈 가장재미있는 TV스타상
- 1996년 제48회 에미상 코미디부문 여우주연상
- 1996년 아메리칸코미디어워즈 가장재미있는 TV스타상
- 1996년 블록버스터엔터테이너어워즈 액션영화/어드벤처부문 여자배우상
- 1997년 제54회 골든글로브시상식 TV뮤지컬/코미디부문 여우주연상
- 1997년 제49회 에미상 코미디부문 여우주연상
- 1997년 제2회 새틀라이트시상식 뮤지컬/코미디부문 여우주연상
- 1998년 제55회 골든글로브시상식 뮤지컬/코미디부문 여우주연상
- 1998년 제4회 미국배우조합상 영화부문 여우주연상
- 1998년 플로리안비평가협회상 여우주연상
- 1998년 제70회 아카데미시상식 여우주연상
- 1998년 블록버스터엔터테이너어워즈 비디오부문 여자배우상
- 1998년 아메리칸코미디어워즈 가장재미있는 여자배우상
- 1998년 제50회 에미상 코미디부문 여우주연상
- 1999년 제51회 에미상 코미디부문 여우주연상
- 1999년 제25회 피플스초이스어워즈 가장좋아하는 TV스타상
- 2000년 블록버스터엔테이너어워즈 가장좋아하는 드라마부문 여자조연배우상
- 2000년 블록버스터엔터테이너어워즈 가장좋아하는 코미디/로맨스부문 여자배우상
- 2013년 제28회 인디펜던트스크린어워드 여우조연상
- 2013년 샌프란시스코비평가협회상 여우조연상